# Rusov
Rusov je zaniklý hrad, který stál na neznámém místě u taktéž zaniklé osady Rusov (něm. Reissengrün) u silnice z Bukovan do Chlumu Svaté Máří. Existují o něm pouze dvě písemné zmínky z let 1317 a 1370, kdy patřil rodu pánů z Reissengrünu. Podobně jako další panská sídla v okolí patřil k tzv. leuchtenberským lénům, která tvořila manský systém hradu Kynšperk nad Ohří.
Osada Reissengrün byla v roce 1947 přejmenována na Rusov. Jako část obce Chlum Svaté Máří, tehdy Chlum nad Ohří, zanikla ke dni 1. 4. 1980.